# Monjin
Monjin é uma plataforma digital de entrevista e avaliação, alimentada por inteligência artificial e foi descrita como uma junção do Skype e do LinkedIn.
A Monjin foi fundada em 2014 e agora é dirigida pelos veteranos da indústria Abhijit Kashyape, Avadhoot Deshpande Ashutosh Kulkarni e Aniruddha Fansalkar. A empresa liderada por Abhijit agora tem mais de 100 clientes em todo o mundo. Em 2016, a Monjin estabeleceu suas operações no Reino Unido, EUA e Suécia.
Em 2017, a Monjin fez parceria com a Microsoft para criar a primeira plataforma agregadora baseada no Azure, usando entrevistadores para criar um padrão de avaliação global.